# Philipp Peter
Philipp Peter (ur. 6 kwietnia 1969 roku w Wiedniu) – austriacki kierowca wyścigowy.

## Kariera
Peter rozpoczął karierę w międzynarodowych wyścigach samochodowych w 1990 roku od startów w Formule Opel Lotus Nations Cup, gdzie został sklasyfikowany na siedemnastej pozycji. W późniejszych latach Niemiec pojawiał się także w stawce Niemieckiej Formuły 3, Grand Prix Monako Formuły 3, Włoskiej Formuły 3, Grand Prix Makau, Masters of Formula 3, Brytyjskiej Formuły 2, Japanese Touring Car Championship, Deutsche Tourenwagen Cup, Japońskiej Formuły 3, Italian Super Touring Car Championship, German Supertouring Championship, FIA GT Championship, Indy Lights, Grand American Sports Car Series, American Le Mans Series, Sports Racing World Cup, Porsche Supercup, Belgian Procar, 24-godzinnego wyścigu Le Mans, Bathurst 24 Hour Race, 24H Dubai, Mil Milhas Brasil, Grand American Rolex Series, ADAC GT Masters, Le Mans Series, International GT Open, 24H Series Toyo Tires, Italian GT Championship, Intercontinental Le Mans Cup, European Le Mans Series, Gulf 12 Hours, FIA World Endurance Championship oraz United Sports Car Championship.

## Wyniki w 24h Le Mans
| Rok  | Zespół                | Partnerzy                           | Samochód                | Klasa  | Okr. | Poz. | Klasa Pos. |
| ---- | --------------------- | ----------------------------------- | ----------------------- | ------ | ---- | ---- | ---------- |
| 2002 | Audi Sport Team Joest | Marco Werner Michael Krumm          | Audi R8                 | LMP900 | 372  | 3    | 3          |
| 2006 | Swiss Spirit          | Harold Primat Marcel Fässler        | Courage LC70-Judd       | LMP1   | 132  | NU   | NU         |
| 2007 | PSI Experience        | Claude-Yves Gosselin David Hallyday | Chevrolet Corvette C6.R | GT1    | 289  | 28   | 12         |
| 2009 | GAC Racing Team       | Karim Ojjeh Claude-Yves Gosselin    | Zytek 07S/2             | LMP2   | 102  | NU   | NU         |